# André Ravéreau
André Ravéreau (Limoges, 29 luglio 1919 – Aubenas, 12 ottobre 2017) è stato un architetto francese, conosciuto in particolare per i suoi studi relativi all'architettura della valle dello Mzab.